# Livre blanc de Rhydderch
Le Livre blanc de Rhydderch (en gallois : Llyfr Gwyn Rhydderch) est l'un des principaux manuscrits médiévaux de langue galloise, avec le Livre rouge de Hergest, le Livre de Taliesin, et le Livre noir de Carmarthen. Il a été écrit vraisemblablement à l'abbaye de Strata Florida (Ystrad Fflur) au pays de Galles. Il est daté d'autour de 1350. Le manuscrit est écrit par un scribe du royaume de Deheubarth pour Rhydderch ab Ieuan Llwyd, de Glyn Aeron, à Ceredigion.
À la fin du Moyen Âge, le manuscrit est divisé en deux livres, le Peniarth 4 et Peniarth 5, et est gardé depuis le début du XXe siècle à la Bibliothèque nationale du pays de Galles, à Aberystwyth.
On y trouve plusieurs contes et récits y compris les Mabinogion et les contes qui lui sont associés comme Culhwch ac Olwen (sauf Le Rêve de Rhonabwy), une série des Triades galloises et d'autres textes en prose. 

## Sources
- (en) « White book of Hergest », dans Meic Stephens, The new companion to the literature of Wales, Cardiff, presses de l'université du Pays de Galles, 1998 (ISBN 0-7083-1383-3).
- (en) Thomas Parry (trad. H. Idris Bell), A history of Welsh literature, Oxford, Clarendon Press, 1955.